# Acarinina acarinata
Acarinina acarinata Subbotina, 1953, es una especie extinta de foraminífero planctónico del género Acarinina, de la familia Truncorotaloididae, de la superfamilia Globorotalioidea, del suborden Globigerinina y del Orden Globigerinida. Su rango cronoestratigráfico abarca desde el Selandiense superior (Paleoceno medio) hasta el Ypresiense inferior (Eoceno inferior).

## Lista de sinonimias
- 1953 Acarinina acarinata Subbotina, p. 229, lám. 22, figs. 4, 5, 8, 10.

## Discusión
Clasificaciones posteriores han incluido Acarinina acarinata en la familia Truncorotaloidinoidea.